# Princess Princess
Princess Princess (プリンセス·プリンセス Purinsesu Purinsesu?) es una serie de manga de comedia dramática escrita e ilustrada por Mikiyo Tsuda. Comenzó a publicarse desde agosto de 2002 hasta abril de 2006, en la revista Wings de la editorial Shinshokan. Una secuela titulada Princess Princess +, también escrita e ilustrada por Tsuda, comenzó a publicarse en mayo de 2006 y finalizó en enero de 2007. Una adaptación a serie de anime producida por el estudio de animación Studio Deen, comenzó a transmitirse en Japón desde el 5 de abril de 2006 hasta el 21 de junio de ese mismo año, con un total de doce episodios. También se ha realizado una serie de acción real, Princess Princess D, y una novela visual basadas en el manga. La novela visual fue lanzada en formato para PlayStation 2 el 26 de octubre de 2006.

## Argumento
La historia sigue la vida de Tōru Kōno, un estudiante de secundaria que es transferido a la Academia Fujimori, un instituto élite solo para hombres. La escuela tiene fama de ser una de las más prestigiosas del país, sin embargo, Tōru pronto descubrirá que no es una escuela común y corriente. En una especie de tradición para amenizar el ambiente atestado de presencias masculinas, todos los años se eligen a ciertos alumnos por su atractivo bishōnen y se les da el puesto de "Princesa" (姫 Hime?). El trabajo de las "princesas" consiste en animar a los estudiantes y alegrarlos con una presencia femenina. Ni bien Tōru arriba a la escuela, le es ofrecido el puesto de princesa por sus características femeninas y todas las regalías que conlleva el trabajo. Junto a él se encuentran otros dos jóvenes en su misma situación; Mikoto Yutaka, un renegado que no desea el trabajo de princesa y solo lo aceptó por los beneficios, y Yūjirō Shihōdani, un muchacho decidido que tiene muy en claro su trabajo como princesa.

### Sistema de princesas
Un candidato para princesa debe ser siempre un estudiante de primer año, debido a que estos tienen más tiempo libre en la escuela, sus cuerpos aún no se han desarrollado del todo y pueden lucir fácilmente un traje de chica «sin parecer un travesti», de acuerdo con Arisada. De todos los estudiantes de primero, solo los que tengan la apariencia y personalidad más adecuada serán elegidos para ejercer este papel, sin embargo, si alguien tiene buena apariencia pero no es popular, entonces no será elegido. Los deberes de las princesas consisten principalmente en vestir ropa de chica en todas las sesiones y/o eventos de la escuela y animar a otros estudiantes y a los clubes de deportes. Una vez que se ha elegido a alguien como princesa, este no podrá rechazar la posición que se le ha dado a pesar de no ser de su agrado, tal como se explica que sucedió con Mikoto al comienzo de la historia.
Cuando hay conflictos entre los deberes de una princesa y sus deberes escolares, esta permitido ausentarse a varias clases o salir temprano; estas ausencias no aparecerán en su registro de asistencia. Cada mes, las princesas reciben treinta vales de comida de la escuela, por lo tanto, la comida es gratis y no deben pagarla. Todos los materiales escolares necesarios (cuadernos, ropa escolar, etc.) también están cubiertos por el presupuesto de princesa, el cual es el más grande de todo el instituto. Además, las princesas reciben beneficios monetarios del club de fotografía, quienes toman fotografías de ellos y las venden a otros estudiantes. Las reglas de la escuela requieren que el club de fotografía comparta los beneficios con el que sirve como modelo para las fotos que venden, y las fotografías de las princesas son las más solicitadas.

## Personajes

### Principales

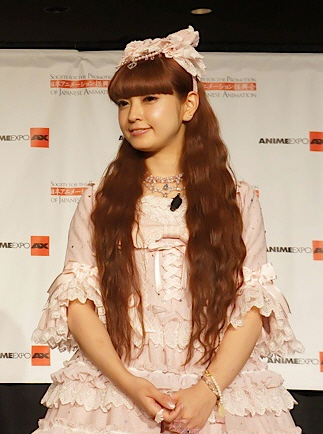
La modelo japonesa Misako Aoki vestida al estilo Lolita, un estilo de vestuario utilizado en Princess Princess.

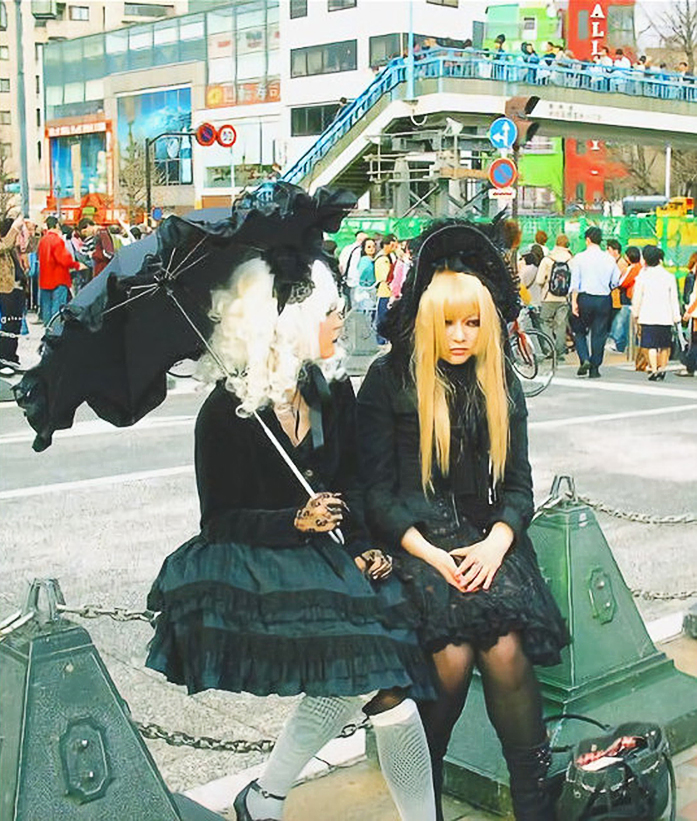
El estilo Gothic Lolita, también presente en la serie, destaca el uso de los colores negro y blanco.

Tōru Kōno (河野 亨 Kōno Tōru?)
Voz por: Jun Fukuyama (anime), Takeru Satō (acción real)
Es el protagonista principal de la historia. Tōru se convierte en una de las princesas al poco tiempo de arribar a la Academia Fujimori, principalmente al ser seducido por el hecho de que todas las princesas obtienen cosas gratis y varios lujos dentro del instituto. Sus padres murieron en un accidente y fue acogido por sus tíos paternos, pero se muestra reacio a pasar tiempo con su familia debido a que su prima, Sayaka, tiene una malsana obsesión con él. Utiliza su trabajo como princesa como un medio para escapar de sus problemas familiares y generalmente se toma muy en serio su papel como tal, al igual que Yūjirō, a quien usualmente se une en sus burlas contra Mikoto, muy a pesar de este último. Yūjirō fingió ser su amante cuando Sayaka arribó a la escuela buscando por él y le besó enfrente de ella para así lograr espantarla. En el anime, el interés romántico de Tōru es Yūjirō, pero esto es minimizado en el manga.
Yūjirō Shihōdani (四方谷 裕史郎 Shihōdani Yūjirō?)
Voz por: Romi Park (anime), Rei Fujita (acción real)
Es un muchacho confidente y decidido, quien no tiene perjuicios en vestirse como chica y permitir que las personas le vean y halagen. Yūjirō se ha distanciado del resto de su familia porque piensa que su madre, padrastro y medio hermano menor se ven como la "familia perfecta" cuando él no está con ellos. Se muestra muy unido a Tōru y a menudo ambos se unen en contra de Mikoto cuando observan que este se muestra en desacuerdo con respecto a sus deberes de princesa. Yūjirō casi siempre amenaza a Mikoto con decirle a su novia que es una princesa y todas las veces logra tener el control sobre este debido a esto. De acuerdo con sus propias palabras, se burla de Mikoto porque piensa que es divertido como reacciona y no por ser malicioso. 
Mikoto Yutaka (豊 実琴 Yutaka Mikoto?)
Voz por: Tetsuya Kakihara (anime), Kenta Kamakari (acción real)
Mikoto es el menos predispuesto y renuente del grupo de princesas. Al comienzo, le desagradaba vestirse como princesa porque temía que su novia, Megumi, se enterase de ello. Como tal, a menudo se queja de los deberes de las princesas hasta el punto en el que llega a ser egoísta con Yūjirō y Tōru. Sin embargo, siempre termina haciendo todo lo que no quiere, ya sea porque se ve obligado a hacerlo o no. Le avergüenza enormemente que la gente fuera de la escuela le vea vestido como princesa o se enteren de lo que hace. Aun así, su temor desaparece cuando su novia le ve vestido como princesa y le apoya. A pesar de sus quejas y contando con el apoyo de Megumi, finalmente se acostumbra a su deber como princesa. Mikoto es un personaje secundario en una de las obras anteriores de Tsuda, The Day of Revolution, la cual se centra en su novia Megumi y en su transición de chico a chica.

### Consejo estudiantil
Shūya Arisada (有定 修也 Arisada Shūya?)
Voz por: Hiroshi Kamiya (anime), Takumi Saitō (acción real)
Es el presidente del consejo estudiantil. Es una persona muy segura de sí misma y posee un gran conocimiento acerca de las cosas que conciernen a las princesas, debido a que él también solía ser una princesa en el pasado, un año antes del comienzo de la historia. Se muestra como un buen líder y a menudo idea planes ingeniosos que le benefician a él y al resto del consejo estudiantil. También ha demostrado ser muy intimidante con las personas que le desagradan o van en contra de sus órdenes.
Masayuki Koshino (越廼 将行 Koshino Masayuki?)
Voz por: Kōsuke Toriumi (anime), Shōta Minami (acción real)
Es el vicepresidente del consejo estudiantil. Al igual que los demás miembros, posee una gran admiración hacia Arisada.
Wataru Harue (春江 渉 Harue Wataru?)
Voz por: Takuma Terashima (anime), Haruhiko Satō (acción real)
Es el tesorero del consejo estudiantil. Es muy bueno con las matemáticas y puede resolver ecuaciones en su cabeza de una manera muy rápida. Al igual que los demás miembros, posee una gran admiración hacia Arisada.
Takahiro Tadasu (糺 孝弘 Tadasu Takahiro?)
Voz por: Eiji Miyashita (anime), Hiroshi Yoshihara (acción real)
Es el secretario del consejo estudiantil, con una impresionante habilidad para correr. Al igual que los demás miembros, posee una gran admiración hacia Arisada.

### Otros
Akira Sakamoto (坂本 秋良 Sakamoto Akira?)
Voz por: Sōichirō Hoshi (anime), Osamu Adachi (acción real)
Es el presidente de la clase de Toru (clase 1-D) y un miembro muy respetado dentro de la academia. Debido a su muy reverenciado hermano mayor, Harumi, y a su propia excelencia en el rendimiento académico, es llamado por todos "Sakamoto-sama" y usualmente los estudiantes se inclinan cuando lo ven pasar, aunque Akira se siente algo intimidado por tal trato. Por más o menos las mismas razones, ha sido escogido por Arisada como el siguiente en la línea sucesoria para presidente del consejo estudiantil y en muchas ocasiones ha mostrado grandes habilidades de liderazgo.
Es el tercero de cuatro hermanos; teniendo dos hermanas y un hermano. Todos en su familia, incluidos sus padres, son increíblemente bellos. En el pasado, a menudo Akira era señalado como la única persona "promedio" en su familia, tanto por él mismo como por desconocidos. Durante un largo tiempo, Akira se sintió fuera de lugar o "indigno" de pertenecer a su propia familia. Sin embargo, cuando su familia se enteró acerca de sus preocupaciones, rápidamente lo tranquilizaron y rechazaron esas ideas. Sus hermanos (especialmente su hermano mayor y hermana mayor) por lo general luchan por su atención, ya que su hermano es un muchacho de buen corazón y buen carácter. Akira y su familia son los personajes principales de una de las obras anteriores de Tsuda, Family Complex.
Kaoru Natashō (名田 庄薫 Natashō Kaoru?)
Voz por: Anri Katsu (anime), Kōhei Yamamoto (acción real)
Es un estudiante de tercer año. Es miembro del club de economía del hogar y diseña toda la ropa que usan las princesas. Se muestra bastante obsesionado con su trabajo y casi siempre demuestra mucho entusiasmo al respecto. Se sabe que ha recibido numerosos premios por sus trabajos, aunque lo único que actualmente tiene en mente es diseñar nuevos vestidos para las princesas y cada vez que ve a éstas sufre de "ataques" de inspiración para nuevos trajes.
Isao Tsuji (辻 功 Tsuji Isao?)
Voz por: Norihisa Mori
Es un estudiante de la Academia Fujimori, responsable del manejo de la residencia de estudiantes. Tsuji es quien primero determina quienes son los candidatos más adecuados para el papel de princesa. También es miembro del club de baloncesto.
Harumi Sakamoto (坂本 春海 Sakamoto Harumi?)
Voz por: Kenji Nojima
Es el hermano mayor de Akira y exalumno de la Academia Fujimori, conocido por todos como "Sakamoto-sama" debido a su extraordinaria belleza. Visita la escuela durante el festival cultural para ayudar al consejo estudiantil a recaudar fondos, siendo la principal fuente de atención. Harumi suele ser muy popular y sonríe constantemente, sin embargo, en presencia de su hermano menor, inesperadamente se convierte en una persona diferente y muy emocional (un hecho que Toru y Yūjirō accidentalmente presencian cuando visitan a Akira en su hogar, tal como se ve en un capítulo extra del manga y anime).
Megumi Yoshikawa (吉川 恵 Yoshikawa Megumi?)
Voz por: Junko Takeuchi
Es la novia de Mikoto. Es una joven de buen corazón que haría cualquier cosa que le pidiese Mikoto con el fin de no molestarlo, aunque no está totalmente segura de los sentimientos de Mikoto hacia ella y una vez incluso sospechó que algo estaba sucediendo entre Mikoto y las otras princesas. Megumi y Mikoto parecen tener una relación bastante buena y comprensiva, y disfrutan de la compañía del otro. Megumi es la protagonista principal del anterior manga de Tsuda, The Day of Revolution. Originalmente solía ser un chico llamado Kei, pero un día su médico le informó a él y a sus padres que aunque físicamente era un varón, genéticamente era una mujer. Debido a esto, decidió comenzar a vivir como una chica e incluso cambió su nombre a Megumi.
Makoto Yutaka (河野 さやか Yutaka Makoto?)
Voz por: Risa Hayamizu
Es la hermana mayor de Mikoto. De personalidad fuerte y muy contundente, jamás parece retroceder ante nada, especialmente cuando se trata Mikoto. Irónicamente, mientras que Mikoto podría parecer más femenino, Makoto se ve más masculina que él.
Sayaka Kōno (河野 さやか Kōno Sayaka?)
Voz por: Chieko Higuchi
Es la prima de Toru, quien vive enamorada de su primo llegando a ser agresiva y violenta con toda chica que se le acerque.
Shin'nosuke Shihoudani (四方谷 慎之介 Shihōdani Shin'nosuke?)
Voz por: Sayaka Aoki
Es el medio hermano menor de Yūjirō, quien aparece por primera vez en el episodio nueve del anime y en el volumen cinco del manga. Shin'nosuke arriba a la Academia Fujimori junto a sus padres para visitar a su hermano en el festival escolar. Tiende a ser bastante tímido y al comienzo se mostraba reacio a querer hablar con Yūjirō. Más tarde, afirma que quiere que su hermano este más tiempo en casa debido a que lo extrañaba. También dice que quiere casarse con "ella" (Shin'nosuke vio a Yūjirō en su traje de princesa y lo confundió con una chica).
Kazushi Ryusaki (リュ先 和志 Ryusaki Kazushi?)
Voz por: Daiki Nakamura
Es el director del consejo que está a cargo de la academia. Se convirtió en el director después de que su padre se retiró. Al principio, desaprueba el sistema de princesas y trata de abolirlo. Ryusaki sólo aparece en el anime y se asemeja mucho a Mitaka tanto en apariencia como personalidad.
Toui C. Mitaka (御鷹・C・統威 Mitaka C. Toui?)
Es un estudiante transferido que aparece por primera vez en el volumen número cuatro del manga. Al regresar de estudiar en el extranjero y trasladarse a Fujimori, Mitaka se entera acerca de las elecciones para el próximo presidente del consejo estudiantil y decide enfrentarse a Akira por el puesto. Al comienzo, tiene una muy baja opinión de Akira, viéndolo como alguien aburrido y un oponente indigno, lo que provoca que Yuujirō y Toru le consideren como alguien inmensamente desagradable. Finalmente comienza a enamorarse de Akira, y al final del manga se muestra tan dedicado a él que nunca está a más de unos metros de distancia de este.

### Princess Princess +
Tomoe Izumi (和泉 巴 Izumi Tomoe?)
Tomoe es uno de los nuevos estudiantes escogidos para el papel de princesa por Toru y los demás. Sus padres no le muestran demasiada atención debido a que casi siempre están ocupados en sus negocios.
Kiriya Matsuoka (松岡 桐也 Matsuoka Kiriya?)
Es otro de los nuevos estudiantes escogidos para el papel de princesa por Toru y los demás. Perdió a sus padres en un accidente y vive con su hermano mayor y su hermana menor.

## Media

### Manga
El manga, escrito e ilustrado por Mikiyo Tsuda, comenzó a serializarse en la revista mensual Wings. El  primer volumen tankōbon fue publicado en agosto de 2002. El manga fue publicado por la editorial Shinshokan en cinco volúmenes. Una vez finalizado el primer manga, una secuela titulada Princess Princess +, comenzó a serializarse en mayo de 2006, también en la revista Wings. La secuela introduce a dos nuevos personajes, Tomoe Izumi y Kiriya Matsuoka. Fue licenciado por Digital Manga Publishing para su publicación en Norteamérica, con el primer volumen siendo publicado en noviembre de 2006. 

### Anime
Una adaptación a serie de anime producida por Studio Deen comenzó a transmitirse en Japón desde el 5 de abril de 2006 hasta el 21 de junio de ese mismo año, finalizando con un total de doce episodios. El tema de apertura es Kimi to Deatte Kara (キミと出逢ってから lit. Por qué te conocí?) por Atsushi Miyazawa, mientras que el tema de cierre es Hohoemi o Agetai (微笑みをあげたい lit. Quiero darte una sonrisa?) por team-F. La serie fue estrenada en Estados Unidos en enero de 2016 por el canal Toku.

#### Lista de episodios
| # | Título                                                                                                 | Estreno             |
| --- | --- | ------------------- |
| 1 | «Las princesas de la escuela para chicos» «Danshikō no Purinsesu» (男子校のプリンセス)                 | 5 de abril de 2006  |
| Tōru Kouno es un estudiante de secundaria que es transferido a la Academia Fujimori a mitad del trimestre. Tan pronto arriba a la academia, se encuentra con algo bastante peculiar: en una especie de tradición para amenizar el ambiente atestado de presencias masculinas, todos los años se eligen a ciertos alumnos por su atractivo y se les da el puesto de "Princesa", cuyo trabajo básicamente consiste en animar a los estudiantes y alegrarlos con una presencia femenina. Y como si aquello fuera poco, Tōru se entera de que ha sido nominado como candidato para convertirse en una princesa.                                                                  | |                     |
| 2 | «Nace una princesa» «Hime Tanjō» (姫誕生)                                                              | 12 de abril de 2006 |
| Tōru, junto con las dos princesas actuales, Yuujirō y Mikoto, son convocados a la sala del consejo estudiantil. Allí, el presidente Arisada le habla a Tōru acerca de todos los beneficios que obtendrá si se convierte en una princesa. Seducido por las regalías, cosas gratis y lujos que podrá gozar, en parte porque no quiere que su tío gaste dinero en él, Tōru acepta la proposición de Arisada. A partir de ese entonces, comenzará su nueva vida como princesa. | |                     |
| 3 | «El primer trabajo como princesa, animar» «Hatsu Shigoto, Hime-sama Ouendan» (初仕事、姫様応援団)      | 19 de abril de 2006 |
| Como parte de su deber como princesas, Tōru, Yūjirō y Mikoto deben animar a todos los clubes de la academia. A su vez, Arisada les informa que también deberán ir a animar a todos los clubes que ganen los partidos preliminares y finales, respectivamente, o del caso contrario los beneficios de las princesas serán suprimidos. Sin embargo, Mikoto se niega rotundamente a esto debido a que no quiere que nadie fuera de la academia le vea vestido como chica. | |                     |
| 4 | «El pasado de Yūjirō» «Yūjirō no Kako» (裕次郎の過去)                                                  | 26 de abril de 2006 |
| Llegan las vacaciones de verano y la mayoría de los estudiantes regresan a sus hogares. Tōru y Yūjirō son uno de los pocos que permanecen en la academia, mientras que Mikoto está decidido a pasar algo de tiempo con su novia, Megumi. En su tiempo a solas con Yūjirō, Tōru aprende la razón del porque este se muestra reticente a regresar a su hogar familiar. | |                     |
| 5 | «Princesas acechadas» «Nera Wareta Hime» (狙われた姫)                                                  | 3 de mayo de 2006   |
| Las princesas están siendo acechadas. Arisada le aconseja al trío que detengan su trabajo por su propia seguridad, al menos hasta que las cosas se calmen y logren encontrar al culpable. Pero debido a que no fueron capaces de revelar la identidad del culpable, el consejo estudiantil entonces decide usar a las princesas como cebo. Cuando las princesas realizan sus rondas usuales, se encuentran con un hombre fotografiándolas. El consejo estudiantil atrapa al extraño, solo para descubrir que en realidad se trataba de un cazatalentos de una agencia que quedó cautivado con las princesas luego de verlas en un torneo y desea que se conviertan en idols. | |                     |
| 6 | «¡La familia secreta de Sakamoto!» «Sakamoto ke no Himitsu!» (坂本家のヒミツ!)                         | 10 de mayo de 2006  |
| Tōru y Yūjirō al fin son capaces de gozar de algo de tiempo libre. El dúo decide ir de visita a la casa de Akira para pedirle ayuda acerca de unos deberes, y también esperando poder encontrarse con el famoso hermano mayor de Akira, "Sakamoto-sama". Cuando finalmente llegan, Akira les advierte que no se sorprendan demasiado por lo que verán, a pesar de que Tōru y Yūjirō le aseguran que están acostumbrados a casi todas las sorpresas imaginables. | |                     |
| 7 | «Un concierto de coros con sudor y lágrimas» «Ase to Namida no Kashō Konkūru» (汗と涙の合唱コンクール) | 17 de mayo de 2006  |
| Las princesas se enteran de que deberán cantar y actuar en un acto de apertura de la academia, pero existe un pequeño problema: Mikoto no sabe cantar. Tōru y Yūjirō intentarán buscar una forma de lograr que su amigo cante y no descasarán hasta lograrlo. Durante la práctica, Tōru también recibe la visita de su prima, Sayaka, y los cosas solo se complicarán aún más. | |                     |
| 8 | «¡¿La existencia de las princesas en peligro?!» «Hime Sonzoku no Kiki!?» (姫存続の危機!?)              | 24 de mayo de 2006  |
| El director de la junta directiva que está a cargo de la escuela, Ryusaki, visita la academia luego de heredar la posición de su padre. Sin embargo, Ryusaki se sorprende bastante al enterarse del sistema de princesas e intentará abolirlo. | |                     |
| 9 | «¡Comienza el festival de la escuela!» «Gakuensai Kaishi!» (学園祭開始!)                               | 31 de mayo de 2006  |
| El festival cultural de la Academia Fujimori finalmente ha comenzado y las princesas deben trabajar más duro que nunca. Durante el festival, la novia y hermana de Mikoto vienen a visitarlo y este intentará por todos los medios posibles que no descubran su identidad como una princesa. También, la familia de Yūjirō viene a visitarlo. | |                     |
| 10 | «Tiempo de amantes» «Koibitotachi no Jikan» (恋人たちの時間)                                           | 7 de junio de 2006  |
| Megumi y Makoto descubren el trabajo de Mikoto como princesa. A pesar de los temores de Mikoto, Megumi se muestra compresiva con su novio y le brinda apoyo para que pueda realizar un buen trabajo. | |                     |
| 11 | «Pasado secreto» «Himerareta Kako» (秘められた過去)                                                    | 14 de junio de 2006 |
| Con el festival escolar llegado a su fin, las cosas poco a poco vuelven a la normalidad, aunque solo por un breve período de tiempo. Cosas extrañas comienzan a sucederle a Yūjirō y Tōru sospecha que su prima puede tener algo que ver en el asunto. | |                     |
| 12 | «El camino que una princesa escoge» «Hime no Erabu Michi» (姫の選ぶ道)                                 | 21 de junio de 2006 |
| La persecución continúa solo para descubrir que Sayaka si estaba detrás del asunto, y más adelante Tōru deberá decidir si desea permanecer en la escuela o volver a casa. Al final, decide quedarse y continuar con su trabajo como princesa. | |                     |

### Serie de acción real
Una serie de acción real basada libremente en el manga, llamada Princess Princess D (プリンセス·プリンセス D (ディー) Purinsesu Purinsesu Dī?), fue transmitida en la televisiva TV Asahi desde el 28 de junio de 2006 al 13 de septiembre de 2006, componiéndose de diez episodios. El D agregado en el título, es una forma usada para destacar el drama en el proyecto. A diferencia del manga, el protagonista de la historia es Mikoto, e introduce un nuevo personaje llamado Otoya Hanazono, quien está insatisfecho con los esfuerzos de las princesas actuales y crea su propio equipo de "Dark Princesses" para competir por la atención de los estudiantes. El drama también excluye a la novia de Mikoto, Megumi, y al igual que la serie de anime, incluye matices de shōnen-ai que no están tan presentes en el manga original.

### Novela visual
Una novela visual basada en el manga titulada Princess Princess: Himetachi no Abunai Hōkago (プリンセス・プリンセス 姫たちのアブナい放課後?), fue lanzada en Japón el 26 de octubre de 2006 para PlayStation 2.

## Recepción

### Crítica
Casey Brienza de Anime News Network, calificó la serie con una puntuación total de "C-", describiéndola como "falsa" y con pobre animación, además de criticar el travestismo forzado al que se ven expuestos los protagonistas. Brienza sostiene firmemente que en la serie se ha "institucionalizado" la cultura implícita de los clubs de anfitriones (los cuales son comunes en la industria del entretenimiento nocturno en los países de Asia Oriental), elevando la vergüenza de una sociedad como si se tratasen de "tesoros del arte".
Brienza también ha comentado que «nada acerca de Princess Princess ofrece alguna compensación por sus fallos narrativos. La comedia, con la posible excepción de los tres muchachos interpretando el tema de apertura para el show de talentos, no es divertida, y los personajes protagonistas no son convincentes. Son simplemente jóvenes —Tōru es el protagonista calmado y moderado; Yujirō es el seductor y Mikoto es el chico temperamental— que, para cierta decepción de las fujoshi, ni siquiera sirven como material para hacer un buen fanfiction yaoi. Mikoto tiene una novia, mientras que Tōru y Yujirō vagamente indican que sienten atracción por las mujeres. Aunque Tōru y Yujirō parecen tener una relación especial que resulta en nada más que un horrible fanservice, es algo que realmente no va a ninguna parte. Las historias de fondo del trío, las cuales son reveladas a lo largo del curso de la serie, son igual de vulgares».